# ゲディー・リー
ゲイリー・リー・ウェインリブ（Gary Lee Weinrib、1953年7月29日 - ）, 職業的にはゲディー・リー (Geddy Lee) として知られる, は、カナダのハードロックバンドプログレッシブ・ロックバンド、ラッシュのボーカリスト、ベーシスト。他のメンバー二名と同様に、1996年カナダ勲章受勲者(Officer of the Order of Canada)。

## 人物
1968年旧友のアレックス・ライフソンの要請により、ラッシュの2代目ベーシストとなる。短期間であるが、Jeff Jonesという人物がそれまでのベーシストであった。
本名はGary Lee Weinrib。呼び名の「ゲディ(Geddy)」は、彼の母の強い訛りに由来する。彼の両親はポーランドからのユダヤ系移民で、第二次世界大戦下ナチスのダッハウ強制収容所及びベルゲン・ベルゼン強制収容所から生きて帰っている。
1976年にナンシー・ヤングと結婚、一男一女に恵まれている。

## プレイスタイル
ザ・フーのジョン・エントウィッスルからの影響が多分に窺えるが、その上に独自のベースリフを繰り出し、他パートに絡み付くような鮮やかなベースラインに惹き付けられる。歪みがかったトレブリーかつボトムも効いた音色も特徴的。指の爪を若干伸ばし気味にし、1フィンガー奏法で弾いていることが彼のサウンドにとって重要な要素である。トリオという最小人数編成で最大限の可能性を引き出すのに貢献している役割は大きい。
ハイトーンかつストレートな声質で、ボーカルも担当。さらに、キーボードやMIDIコントロールのフットペダルも使用する。このように、1人でいくつもの役割をこなす、マルチプレイヤーである。

## 使用機材

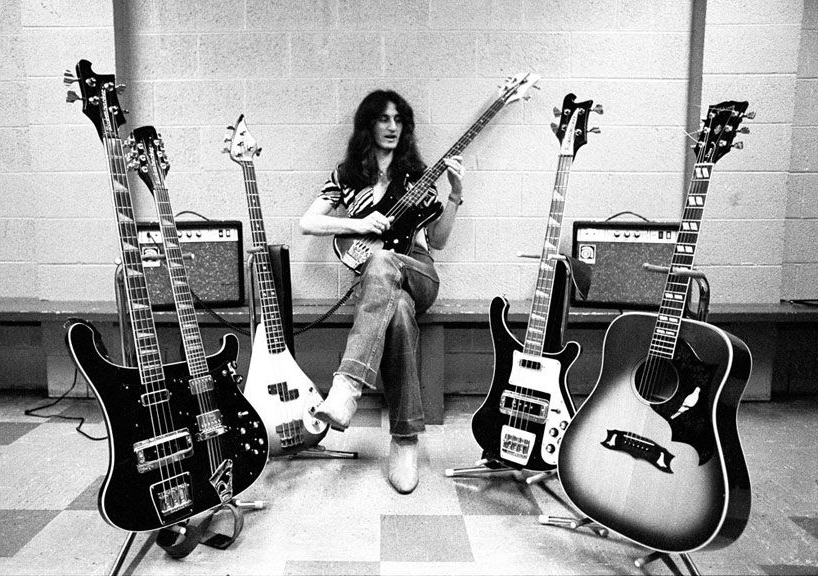
使用楽器のコレクション。左が特殊モデルなリッケンバッカー・ダブルネックベース

1970年代から1980年代初頭のリッケンバッカー・4001が有名。ベースと12弦ギターのダブルネックベースは特にゲディの愛機として知られている。その後スタインバーガー、ウォルと渡り歩き、90年代中頃より、現在のフェンダー・ジャズベースを愛用し続けている。
1998年に、フェンダー社から出ている彼のシグネイチャー・モデルは、彼のお気に入りである1972年製ジャズ・ベースを再現したものである（日本では正規販売されていない）。フェンダー・カスタムショップからは、そのジャズベースの傷や錆び、汚れ、交換されたパーツに至るまで再現したジャズベースが限定で発売された。ちなみに、デビュー前にはフェンダー・プレシジョンベースを使用していたらしい。
2007年リリースのアルバムでは、フェンダーから提供されたカスタムショップ製ジャコ・パストリアスモデルを使用。本人も気に入り、後に購入した。愛用の弦はロトサウンドで、ステンレススティール製。アンプは2015年現在ORANGEのアンプを使用している。

## その他
元読売ジャイアンツのプロ野球選手として日本でも有名なウォーレン・クロマティのバンド、クライム（Climb）が出したアルバムにゲストとして参加したこともある。プライベートでも交友関係にあるそうで、プライベートでも来日し、「クロさん」の応援にプロ野球の試合を観戦したことがあるという（自身も、メジャーリーグの試合を見に行くという野球ファンである）。「皆で音楽を奏でて応援して、とにかく最高だった」と、「BURRN!」誌のインタビューで述懐していた。それ以外にも日本に在住する友人に会うために、度々プライベートで日本を訪れていると語っている。
また、同じベーシストで知人のジェフ・バーリンの要請で、ドラマーのニール・パートをジェフのアルバム『チャンピオン』への参加を紹介した。
ローリング・ストーン誌が選んだ「史上最高のベーシスト50選」で第24位に選ばれている。

## ディスコグラフィ

### ソロ・アルバム
- 『マイ・フェイヴァリット・ヘッドエイク』 - My Favourite Headache (2000年)